# Чуперкэ, Николае
Николае Чуперкэ (рум. Nicolae Ciupercă; 20 апреля 1882, Рымнику-Сэрат, Рымнику-Сэрат — 25 мая 1950, Бухарест) — румынский генерал. Проходил службу во время Первой и Второй мировых войн под командованием Александру Авереску, а затем Йона Антонеску. В 1941 году оставил военную службу из-за разногласий с Йоном Антонеску. С 1938 по 1939 год занимал должность министра национальной обороны Румынии.

## Биография
Родился в апреле 1882 года в Рымнику-Сэрат жудеце Бузэу, расположенном в северо-восточной части исторической области Мунтения. Учился в Пехотной и кавалерийской офицерской школе в Бухаресте, которую окончил в 1902 году в звании второго лейтенанта. Получил звание лейтенанта в 1907 году и капитана в 1911 году, а затем окончил в 1913 году Военную школу в Париже.
После того, как Румыния вступила в Первую мировую войну на стороне Союзников в 1916 году, Николае Чуперкэ получил звание майора и проходил службу во 2-й армии под командованием генерала Александру Авереску. В 1917 году дослужился до подполковника. За свои успешные действия во время Румынско-венгерской войны в 1920 году был повышен до полковника. В 1930 году получил звание бригадного генерала. В 1940 году был назначен командующим 4-й армией в ходе Второй мировой войны.
Когда фюрер нацистской Германии Адольф Гитлер убедил кондукэтора Румынии Йона Антонеску пересечь реку Днестр, Николае Чуперкэ все ещё командовал 4-й армией. Румынская 4-я армия наступала вдоль побережья Чёрного моря, пока не вышла к окраинам советского города Одессы. Этот город был осажден частями румынско-немецкой армии, отмечалось сильное сопротивление советских войск. Николае Чуперкэ было поручено защищать окраины города, в то время как основная армия под командованием генералов Йона Антонеску, Йосифа Якобича и Александру Иоанициу продвинулась глубже в город. Во время штабного совещания с командованием Николае Чуперкэ вступил в спор с генералом Йоном Антонеску по поводу тактики, которая будет использоваться при штурме города. Йон Антонеску и Генеральный штаб выступали за атаку с нескольких направлений и общее продвижение войск на фронте. Однако, Николае Чуперкэ выступал за движение в авангарде и попытку разрушить советские линии обороны, прежде чем у них появится шанс организовать серьёзное сопротивление. Этот конфликт привел к тому, что Йон Антонеску отстранил Николае Чуперкэ с должности, а его заменили генерал Иоан Глогожану и генерал Йосиф Якобич. Николае Чуперкэ вышел на пенсию 13 октября 1941 года, вернувшись в свой родной город Рымнику-Сэрат.
В 1946 году присоединился к антикоммунистической организации Румынии. Из-за этого факта, а также из-за его связи с румынским вторжением в Советский Союз, 12 сентября 1948 года генерал в отставке Николае Чуперкэ был арестован и предан Народному трибуналу Румынии. Был приговорен к 12 годам тюремного заключения за заговор против Социалистической Республики Румыния и заговор против общественного порядка. Его отправили отбывать наказание в тюрьму Жилава, где он был жестоко избит. Оттуда его перевели в тюрьму Вэкэрешти на южной окраине Бухареста. По состоянию здоровья был помещен в лечебный блок тюрьмы, где и скончался 25 мая 1950 года от церебрального атеросклероза, болезни Паркинсона, миокардита и азотемии.
В 2019 году его именем была названа улица в Бузэу.